# Антон-Гюнтер Ольденбургский
Антон-Гюнтер Ольденбургский (нем. Anton-Günther Friedrich August Josias von Oldenburg; 16 января 1923, Лензан, Шлезвиг-Гольштейн — 20 сентября 2014, Хармсдорф, Шлезвиг-Гольштейн) — титулярный великий герцог Ольденбургский и глава ольденбургской великогерцогской семьи (1970—2014).

## Биография
Родился 16 января 1923 года в Лензане (Шлезвиг-Гольштейн). Первый ребенок и старший сын Николауса, титулярного великого герцога Ольденбургского (1897—1970), и его первой супруги, принцессы Елены Вальдек-Пирмонтской (1899—1948). Внук Фридриха Августа II (1852—1931), последнего правящего великого герцога Ольденбургского (1900—1918), и Фридриха (1865—1946), последнего правящего принца Вальдек-Пирмонтского (1893—1918).
3 апреля 1970 года после смерти своего отца Николауса, Антон-Гюнтер стал главой ольденбургского великогерцогского дома и унаследовал титул великого герцога Ольденбургского.
С 1940 года Антон-Гюнтер Ольденбургский начал свою военную карьеру в чине второго лейтенанта в пехотной части Вермахта. В 1943 году он служил при штабе командующего немецкими войсками в Италии, генерала Фридолина фон Зенгера. Служил сначала на Сицилии, затем на Сардинии и Корсике. В феврале 1945 году Антон-Гюнтер был произведен в обер-лейтенанты. Служил в штабе генерал-полковника Генриха фон Фитингхофа в Северной Италии и капитулировал с немецкими войсками в городе Казерта 2 мая 1945 года.
После года плена в Больцано (Италия) Антон-Гюнтер вернулся вместе с Генрихом фон Фитингхофом в Германию. В 1949 году закончил Любекский университет, получив степень в области лесного хозяйства. Работал агрономом и профессором лесного хозяйства в университетах Любека и Киля.
В 1963 году после отставки своего отца Николауса Антон-Гюнтер возглавил монархическую партию Государство Ольденбург, крупнейшее и наиболее сплоченное объединение немецких монархистов в послевоенной Германии, пережившее Веймарскую республику и нацистов. С 1966 по 1976 год занимал должность мэра Ольденбурга.
Вместе с премьер-министром Шлезвиг-Гольштейна Антон-Гюнтер Ольденбургский входил в состав правлении ассоциации «Ойтинский замок»
. С 1952 по 1986 год он был председателем федерации конного спорта Шлезвиг-Гольштейна. С 1991 года — член консультативного совета Ольденбургской Национальной ассоциации Немецкого Красного Креста. В 2007 году Антон-Гюнтер был награжден почетным знаком 1-й степени Красного Креста.
Скончался 20 сентября 2014 года в Хармсдорфе в возрасте 91 года. 4 октября 2014 года он был похоронен кладбище Гертруды в Ольденбурге.

## Брак и дети
7 августа 1951 года в Кройцвертхайме (Бавария) женился на принцессе Амалии Левенштайн-Вертхайм-Фройденберг (4 марта 1923 — 26 марта 2016), старшей дочери Удо (1896—1980), 6-го принца Левенштайн-Вертхайм-Фройденберга (1931—1980), и графини Маргарты цу Кастель-Кастель (1899—1969). Супруги имели двух детей:
- Герцогиня Хелена Елизавета Батильдис Маргарита Ольденбургская (род. 3 августа 1953, Растеде), незамужняя
- Герцог Кристиан Николаус Удо Петер Ольденбургский (род. 1 февраля 1955, Растеде), женат с 1987 года на графине Каролине цу Ранцау (род. 10 апреля 1962), четверо детей.

Герцог и герцогиня проживали в поместье Гюльденштайн в Хармсдорфе (Шлезвиг-Гольштейн). Также ему принадлежали замки Ойтин и Растеде.

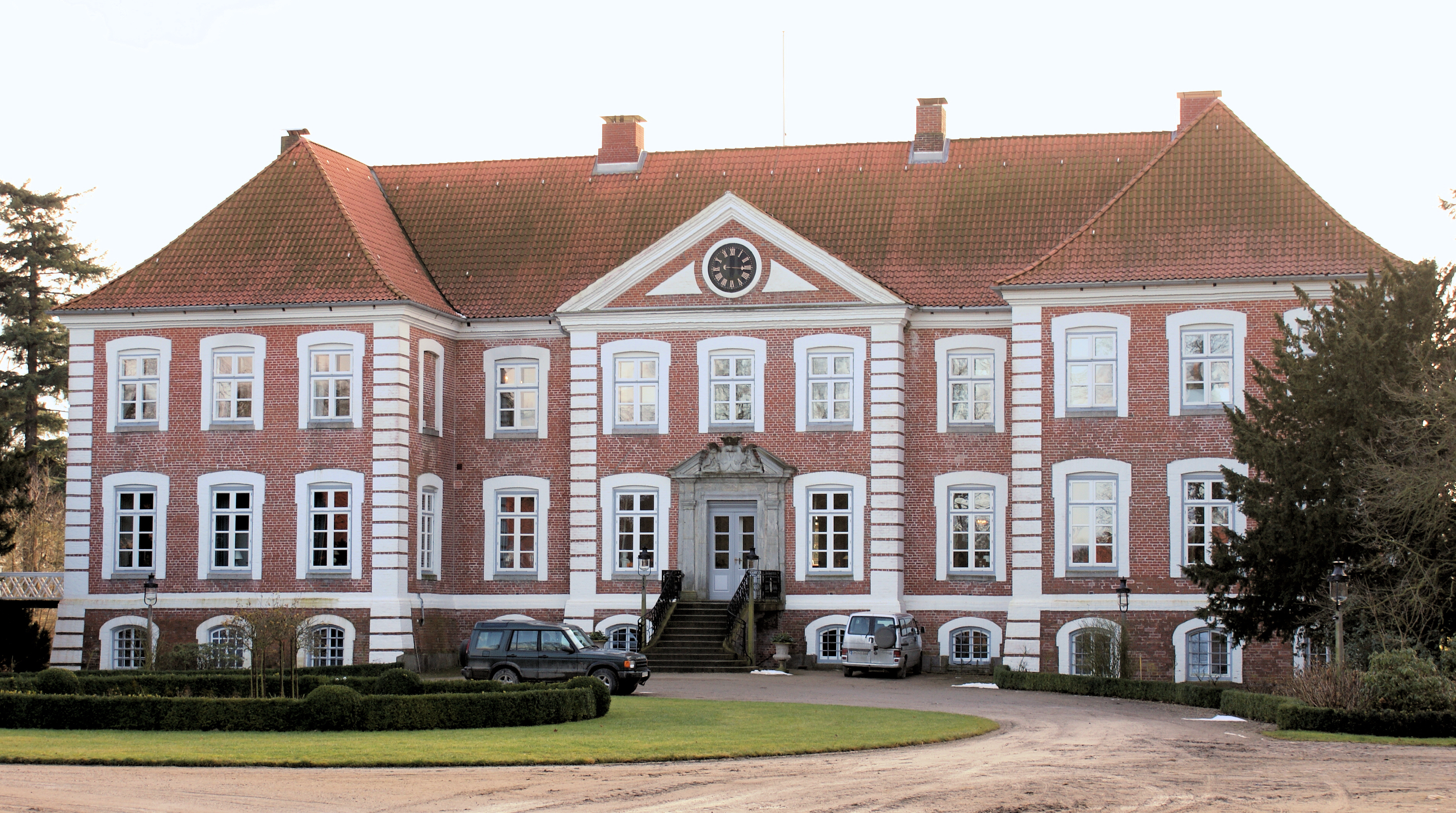
Поместье Гюльденштайн, Хармсдорф
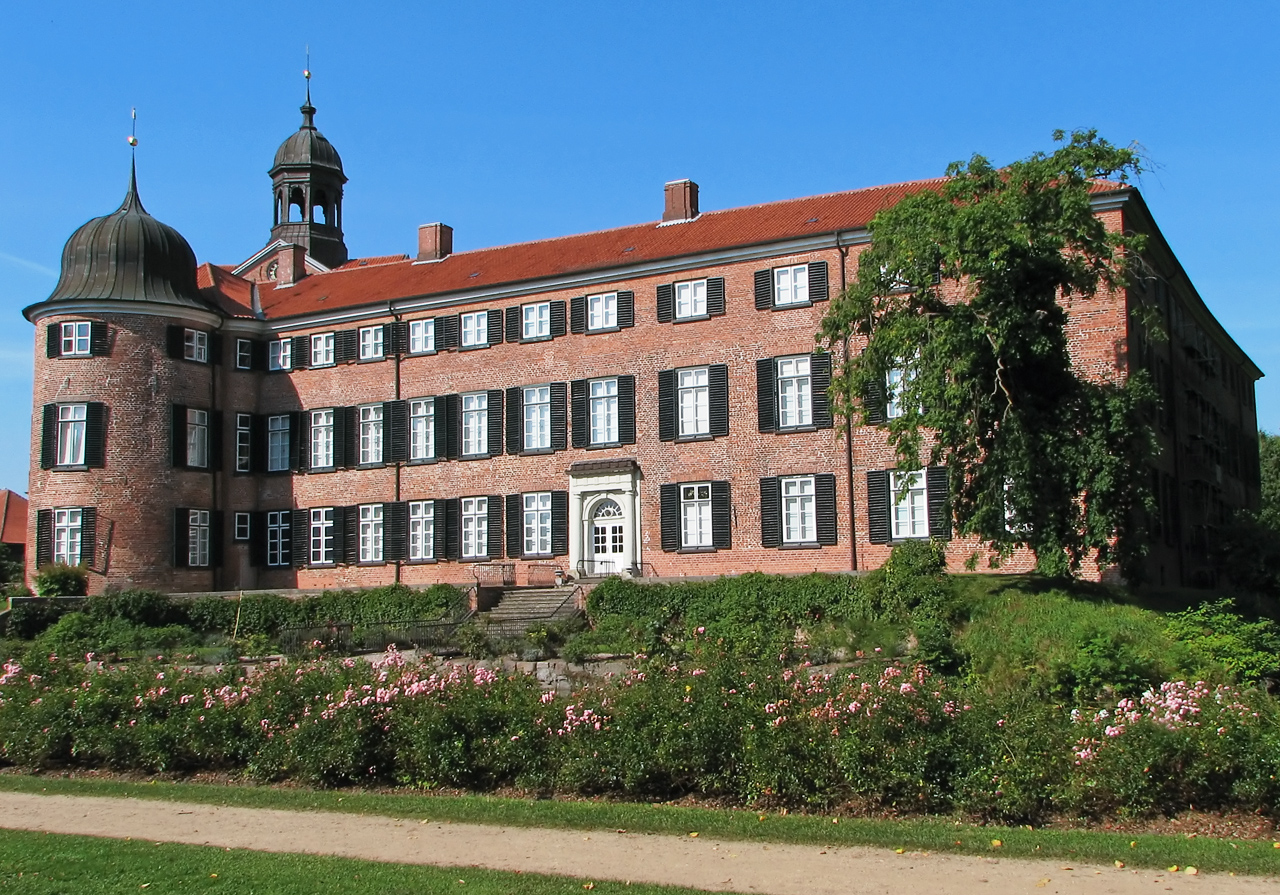
Ойтинский замок
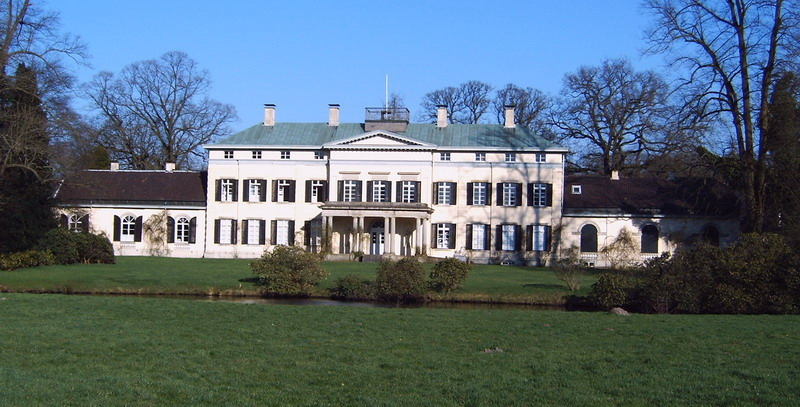
Замок Растеде

## Титулы и стили
- 16 января 1923 — 24 февраля 1931 года: «Его Высочество Герцог Антон Гюнтер Ольденбургский»
- 24 февраля 1931 — 3 апреля 1970 года: «Его Королевское Высочество Герцог Антон Гюнтер Ольденбургский»
- 3 апреля 1970 — 20 сентября 2014 года: «Его Королевское Высочество Герцог Ольденбургский».

## Награды
- Великий магистр Ордена Заслуг Герцога Петра-Фридриха-Людвига
- Кавалер Ордена Черного орла (Пруссия)
- Кавалер Ордена Золотого льва Нассау (Нидерланды)
- Кавалер Креста 1-й степени княжества Вальдек-Пирмонт.